# Presença de Anita (filme)
Presença de Anita é uma adaptação cinematográfica do livro homônimo de Mário Donato, dirigida em 1951 por Ruggero Jacobbi.
Primeiro filme produzido pela Cinematográfica Maristela, tem música de Enrico Simonetti.

## Sinopse
Baseado num “best-seller” de Mário Donato, conta a história de um homem casado com mulher da alta sociedade que, apaixonado por outra mulher e não encontrando solução para seu matrimônio, mata a amante Anita, porém fracassa ao tentar suicidar-se. 

## Elenco
- Antonieta Morineau .... Anita
- Orlando Villar .... Eduardo
- Vera Nunes .... Diana
- Armando Couto .... Rui
- Henriette Morineau .... Cecília
- Dinah Lisboa .... Augusta
- Elísio de Albuquerque .... jurado
- Jaime Barcellos .... escrivão
- Guido Lazzarini .... Armando
- José Mercaldi .... Dr. Cunha
- Geraldo José de Almeida .... João Batista
- Rosa Goldenberg .... cigana
- Manuel Inocêncio .... inquilino
- Zilah Maria .... enfermeira
- Ana Luz ... Lúcia
- Maria Olenewa
- Osmano Cardoso
- Nelson Camargo
- Nieta Junqueira